# 14 juillet 1922
Le vendredi 14 juillet 1922 est le 195e jour de l'année 1922.

## Naissances
- Bill Millin (mort le 17 août 2010), musicien canadien
- Bruno Pulga (mort en 1992), peintre italien
- Eulogio Sandoval (mort à une date inconnue), joueur de football bolivien
- François Sonkin (mort le 24 décembre 2010), romancier français
- Gérard Serkoyan (mort le 8 février 2004), artiste lyrique
- John Ronald Brown (mort le 16 mai 2010), chirurgien américain
- Julio Cozzi (mort le 25 septembre 2011), footballeur argentin
- Käbi Laretei (morte le 31 octobre 2014), pianiste estonienne et suédoise
- Lucie Daouphars (morte le 16 juillet 1963), mannequin française
- Robert Creamer (mort le 18 juillet 2012), journaliste sportif américain
- Robin Olds (mort le 14 juin 2007), pilote de chasse américain
- Youssou Thiépenda Diop (mort le 13 décembre 2007), personnalité politique sénégalais

## Décès
- Kamo (né le 27 mai 1882), révolutionnaire arménien

## Événements
- Attentat contre le président français Alexandre Millerand. L'anarchiste Gustave Bouvet tire deux coups de feu en espérant tuer le président mais il vise la mauvaise voiture. Il ne fait d'ailleurs pas de victimes.